# アームストロング (小惑星)
アームストロング (6469 Armstrong) は小惑星帯に位置する小惑星である。アントニーン・ムルコスがクレチ天文台で発見した。
アポロ11号で初めて月に行ったニール・アームストロングから命名された。